# Beclean, Odorheiu Secuiesc
Beclean (în maghiară Székelybetlenfalva, colocvial Betlenfalva), cunoscut și ca Betlenfalău, a fost o localitate în județul Odorhei. În prezent este un cartier al municipiului Odorheiu Secuiesc.

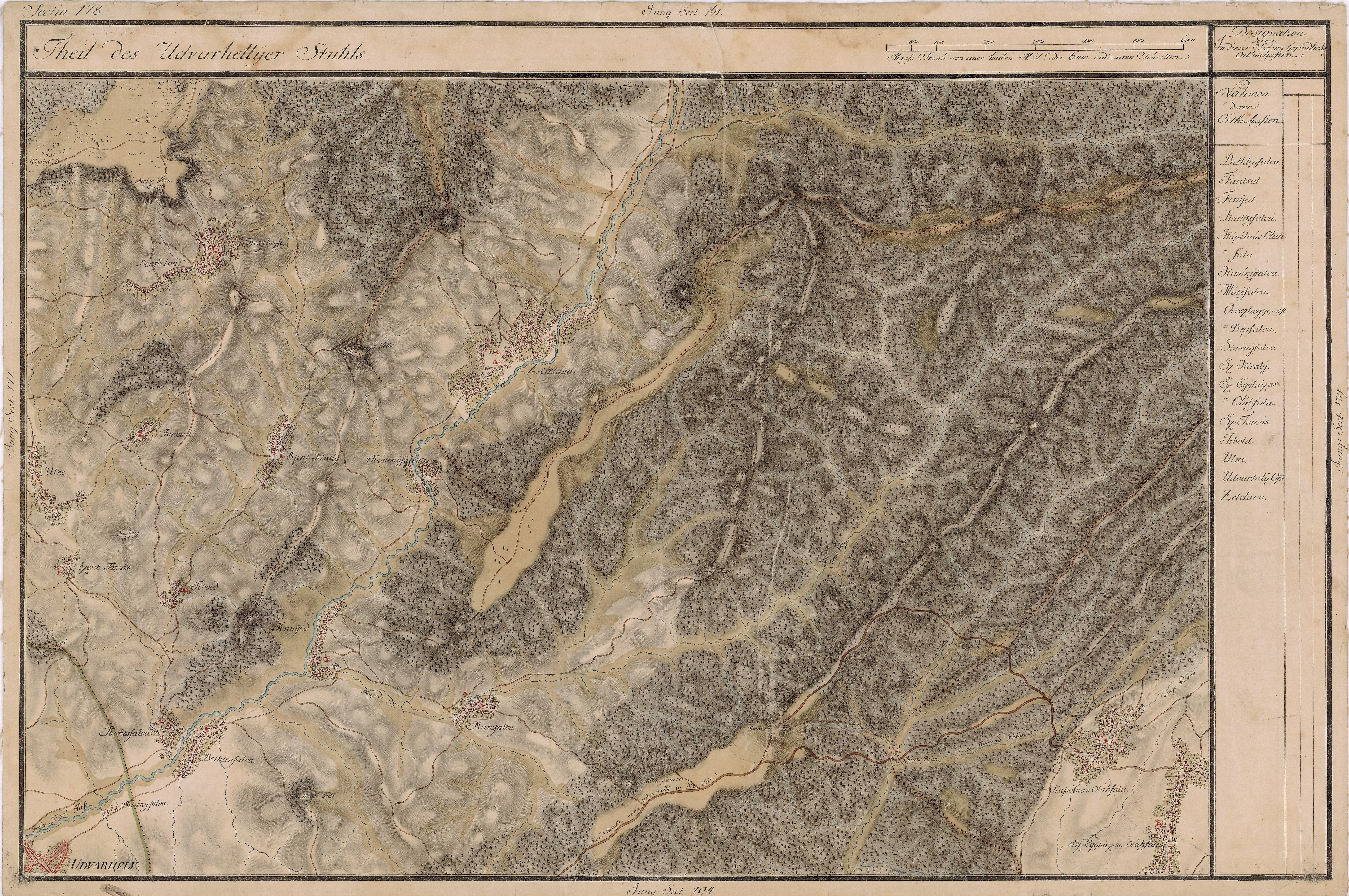
Beclean în Harta Iosefină a Transilvaniei, 1769-73

## Personalități
- Alexius Thurzó de Betlenfalva, magister tavarnicorum regalium între 1523–1527